# 桑迪亚斯
桑迪亚斯，是西班牙加利西亚自治区奥伦塞省的一个市镇。总面积53平方公里，总人口1670人（2001年），人口密度32人/平方公里。